# Tezoatlánde Segura y Luna
Tezoatlánde Segura y Luna là một đô thị thuộc bang Oaxaca, México. Năm 2005, dân số của đô thị này là 11020 người.